# Flexevil
Flexevil ist eine deutsche Hip-Hop-Gruppe.

## Bandgeschichte
Die Formation wurde 1998 in Berlin gegründet und ist seit 1999 bei dem Label Respect or Tolerate (R.O.T.) unter Vertrag. Sie besteht aus drei MCs, einem DJ und einem Bassisten. Trotz früherer, kleiner Veröffentlichungen, z. B. einzelner Songs auf dem R.O.T.-Labelnacht Tape (Januar 2003), erschien das erste Album David vs. Goliath erst im Jahr 2005 beim Major-Label Universal / Island. Die Singles wurden u. a. beim Berliner Radiosender Fritz gespielt, schafften jedoch keinen Einstieg in die Charts.
Ihr Stil ist klar vom US-amerikanischen Gangsta-Rap distanziert, als Vorbilder werden Mos Def, Talib Kweli, The Streets und Common genannt. Sie machen zwar mit Vorliebe Party-Songs und rappen auch über Sexualität, vermeiden aber weitgehend sexistische Inhalte und beschäftigen sich vielfach mit gesellschaftlichen Themen.
Das Album David vs. Goliath hob sich in seiner Form von anderen Veröffentlichungen ab, da es mit den Songs ein Hörspiel verbindet, dessen Handlung sich ohne feste Chronologie mit den Texten der Songs als Handlungselemente oder innere Ansicht einer Figur entwickelt. Als Sprecher waren Angehörige der Berliner Synchronszene, zum Beispiel die deutschen Stimmen von Tom Cruise, Brittany Murphy und Ashton Kutcher zu hören. Hintergrund ist, dass MC BreitamMic alias Tobias Müller selbst seit seiner Kindheit als Synchronsprecher arbeitet (z. B. als deutsche Stimme der Hauptfigur im Anime Detektiv Conan).
Die Gruppe wurde beim Protestsongcontest 2005 – einem Wettbewerb, der gemeinsam vom Rabenhof Theater Wien und dem österreichischen Radiosender FM4 jährlich am 12. Februar veranstaltet wird – mit ihrem Song Danke ins Finale gewählt. Dort wurden Flexevil im Onlinevoting zwar Erste, erreichten in der Wertung der Jury jedoch nur den neunten und damit den vorletzten Platz.
Peter Baatz ist inzwischen als Produzent, Remixer und DJ unter dem Pseudonym Y3ARS tätig.

## Diskografie

### Alben
- David vs. Goliath (9. August 2005)

### Singles
- Stadtschlagader (mit Cris Colombo, 21. März 2005)
- Hitzefrei (Schweißperle) (12. Juli 2005)

### Sonstiges
- FLEXEVIL (Vorab-EP mit vier Songs vom Album David vs. Goliath, November 2004)